# Çilov adası
Çilov adası – wyspa należąca do Azerbejdżanu, na Morzu Kaspijskim, na wschód od Półwyspu Apszerońskiego. 
Administracyjnie część rejonu Pirallahı należącego do miasta wydzielonego Baku. Zajmuje powierzchnię 11,5 km² i ma nieregularny kształt z licznymi przylądkami i zatoczkami. Najwyższy punkt na wyspie wznosi się na 8 m n.p.m.
Rosyjski kontradmirał Marko Vojnović w czasie ekspedycji na Morzu Kaspijskim w 1781 roku odkrył w pobliżu wyspy złoża ropy naftowej i gazu.
Wyspę zamieszkuje 791 osób.